# Krasinec
Krasinec – wieś w Słowenii, w gminie Metlika. W 2018 roku liczyła 176 mieszkańców.